# Memorial Garibaldi
O Memorial Garibaldi (em inglês:  Garibaldi Memorial), também chamado de Garibaldi-Meucci Museum, em Staten Island contém a cabana onde o líder italiano Giuseppe Garibaldi viveu de 1851 a 1853. Foi originalmente dedicado, em 1907, para marcar o centésimo aniversário do nascimento de Garibaldi. Desde então, o local tem sido usado para muitos protestos  e celebrações no aniversário de nascimento de Garibaldi.